# 髙橋直也
- 高橋直也

髙橋 直也（たかはし なおや、2001年5月28日 - ）は、大阪府門真市出身のプロサッカー選手。Jリーグ・湘南ベルマーレ所属。ポジションはディフェンダー（DF）。

## 略歴
ガンバ大阪のアカデミー出身。U-18チームに所属していた2019年8月、2種登録選手としてトップチームおよびU-23チームに登録された。このシーズンはU-23の選手としてJ3リーグで11試合に出場した。しかしトップチームに正式昇格することはできず、関西大学に進学してプレーを続けた。
2023年2月13日、2024年シーズンからの湘南ベルマーレ加入内定、並びに特別指定選手承認が発表された。

## 所属クラブ
- アクバスSC
- 2011年 - 2013年 ガンバ大阪門真ジュニア（門真市立二島小学校）
- 2014年 - 2016年 ガンバ大阪門真ジュニアユース（門真市立第七中学校）
- 2017年 - 2019年 ガンバ大阪ユース（向陽台高等学校）
  - 2019年8月 - 同年12月  ガンバ大阪U-23（2種登録選手）
- 2020年 - 2023年 関西大学
  - 2023年  湘南ベルマーレ（特別指定選手）
- 2024年 -  湘南ベルマーレ

## 個人成績
| 国内大会個人成績 | 国内大会個人成績 | 国内大会個人成績 | 国内大会個人成績 | 国内大会個人成績 | 国内大会個人成績 | 国内大会個人成績 | 国内大会個人成績 | 国内大会個人成績 | 国内大会個人成績 | 国内大会個人成績 | 国内大会個人成績 |
| 年度             | クラブ           | 背番号           | リーグ           | リーグ戦         | リーグ戦         | リーグ杯         | リーグ杯         | オープン杯       | オープン杯       | 期間通算         | 期間通算         |
| 年度             | クラブ           | 背番号           | リーグ           | 出場             | 得点             | 出場             | 得点             | 出場             | 得点             | 出場             | 得点             |
| 日本             | 日本             | 日本             | 日本             | リーグ戦         | リーグ戦         | リーグ杯         | リーグ杯         | 天皇杯           | 天皇杯           | 期間通算         | 期間通算         |
| ---------------- | ---------------- | ---------------- | ---------------- | ---------------- | ---------------- | ---------------- | ---------------- | ---------------- | ---------------- | ---------------- | ---------------- |
| 2019             | G大23            | -                | J3               | 11               | 0                | -                | -                | -                | -                | 11               | 0                |
| 2022             | 関西大           | 2                | -                | -                | -                | -                | -                | 2                | 0                | 2                | 0                |
| 2023             | 湘南             | 33               | J1               | 4                | 0                | 2                | 0                | 0                | 0                | 6                | 0                |
| 2024             | 湘南             | 33               | J1               | 19               | 0                | 1                | 0                | 3                | 0                | 23               | 0                |
| 2025             | 湘南             | 33               | J1               |                  |                  |                  |                  |                  |                  |                  |                  |
| 通算             | 日本             | 日本             | J1               | 23               | 0                | 3                | 0                | 3                | 0                | 29               | 0                |
| 通算             | 日本             | 日本             | J3               | 11               | 0                | -                | -                | -                | -                | 11               | 0                |
| 通算             | 日本             | 日本             | 他               | -                | -                | -                | -                | 2                | 0                | 2                | 0                |
| 総通算           | 総通算           | 総通算           | 総通算           | 34               | 0                | 3                | 0                | 5                | 0                | 42               | 0                |

- 2019年は2種登録選手、2023年は特別指定選手
- Jリーグ初出場 - 2019年4月13日 J3第6節 vsロアッソ熊本（万博記念競技場）

## タイトル

### クラブ
関西大学
- 大阪サッカー選手権大会：2回（2022年、2023年）